# Бен-Римож, Эли
Эли Бен-Римож (ивр. אלי בן רימוז‎; род. 20 ноября 1944, Франция) — израильский футболист, играл на позиции нападающего; участник чемпионата мира 1970 года.

## Биография

### Клубная карьера
Бен-Римож родился во Франции и в возрасте трёх лет вместе со своей семьёй эмигрировал в Израиль. В Израиле он стал заниматься футболом, присоединившись к клубу «Хапоэль» из Иерусалима. Дебютировал за «Хапоэль» в возрасте 17 лет в матче против «Бней Иегуды» — «Хапоэль» выиграл тот матч со счётом 2:0 и Бен-Римож забил один из мячей. Бен-Римож играл за «Хапоэль» в течение 14 сезонов, сыграл в Израильской Премьер-лиге 252 матча и забил 76 голов.
В 1976 году Бен-Римож стал игроком клуба «Бней Иегуда», в котором отыграл один сезон. По окончании сезона Бен-Римож вернулся в родную команду, в которой отыграл два сезона и завершил карьеру игрока.

### Карьера в сборной
В составе сборной Израиля Бен-Римож участвовал в чемпионате мира 1970 года, но на турнире был запасным и на поле так и не вышел. В 2022 году в своём интервью он говорил, что «если бы знал, что ему не позволят сыграть, то не полетел бы на турнир».

## Достижения
«Хапоэль (Иерусалим)»
- Обладатель Кубка Израиля (1): 1972/73